# René Revelard
René Revelard, né le 1er avril 1880 à Gosselies et mort à Woluwe-Saint-Pierre le 17 mai 1965, est un peintre et un pastelliste belge.

## Biographie

### Famille
René Revelard, né le 1er avril 1880 à Gosselies, est le fils de Louis Joseph Revelard (1851), notaire, et d'Elisabeth Jeanne Emilie Emmanuel Grothaus (1850-1903). Il épouse Pauline Marée (morte en 1953).

### Carrière
René Revelard s'établit à Bruxelles avant 1906 (il réside rue Potagère no 66 à Saint-Josse-ten-Noode en 1914), puis, à partir de 1924, à Woluwe-Saint-Pierre, rue Maurice Liétart no 40 dans la maison à double habitation et atelier qu'il fait bâtir par l'architecte Léon Janlet et qu'il décore lui-même.
Il expose au Salon des indépendants en 1906 et donne des conférences la même année, telles : De la beauté dans ses rapports avec la vie contemporaine et Maurice Maeterlinck. À l'Exposition universelle de Bruxelles de 1910, il envoie Roses et Sommeil d'enfant. Il est aussi présent lors de salonnets et au Salon de printemps de 1913, où il expose Fleurs et Portrait de fillette. Au Salon de Bruxelles de 1914, il expose Nature morte.
La dernière exposition documentée du peintre est celle à laquelle il participe au Cercle artistique de Charleroi en 1921. Le 17 mai 1965, René Revelard meurt, après une longue maladie, à l'âge de 85 ans chez lui, à Woluwe-Saint-Pierre.

## Œuvre

### Caractéristiques
René Revelard est peintre et également pastelliste. Son champ pictural couvre les natures mortes, souvent étoffées de fleurs ou de fruits, les portraits, les figures et les paysages.

### Réception critique
Lors de l'exposition à la salle Studio à Bruxelles en avril 1912, le journaliste de la Gazette de Charleroi écrit : 

« M. René Revelard fait apprécier ses œuvres variées. À la cimaise, nous avons retrouvé le joli et souriant portrait en rouge d'une fillette vu à Charleroi, une interprétation du Jardin botanique dans le mystère des choses après le départ du public et un élégant et subtil portrait féminin. Les tableaux de fleurs et de fruits, les natures mortes sont nombreuses. Ils disent un dessin averti, d'aimables colorations et le désir de restituer les choses sous leur aspect le plus séduisant. M. Revelard peint surtout les roses avec beaucoup de charme. L'Enfant au rhododendron se recommande par la gentillesse du sujet et les agréments du rendu. La Cambre lui a inspiré deux bonnes études, mais le peintre carolorégien, sans abandonner cependant les vues de villes, doit plutôt viser au portrait féminin. Il y trouvera de sérieux succès et interprètera ses gracieux modèles comme il traduit ses fleurs, dans une gaieté de tonalités qui plaît, sans avoir recours au néo-impressionnisme »